# お父さん (テレビドラマ)
『お父さん』（おとうさん）は日本テレビ系列で1990年10月13日 - 12月8日に土曜グランド劇場枠で放送されたテレビドラマ。

## ストーリー
父親と3人の娘の家族ドラマ。

## 出演
- 中村公作:古谷一行
- 中村敦子:市毛良枝
- 三浦千秋:鷲尾いさ子
- 中村香:久我陽子
- 中村倫子:大路恵美
- 中村栄次:梨本謙次郎
- 奥村陽子:高橋惠子
- 小宮山六郎:西田敏行
- 森口頼子:八千草薫
- 香川照之
- 田村亮
- 仁藤優子
- 白竜
- 阿藤快
- 星野由妃
- 春日八郎
- 小野寺昭
- 塩見三省
- きたろう
- 斉木しげる
- 峰竜太
- ビシバシステム

## 使用楽曲
- 主題歌：「偶然」
  - 唄：真璃子 / 作詞：岩里祐穂 / 作曲・編曲：大野雄二
- 挿入歌：「静かなまなざし」
  - 唄：真璃子 / 作詞：岩里祐穂 / 作曲・編曲：大野雄二

## スタッフ
- 脚本:金子成人
- 音楽:大野雄二
- 制作（チーフプロデューサー）：石橋冠、清水欣也
- プロデューサー：佐藤東弥
- 演出:雨宮望、小松伸生、石橋冠、中島悟

## サブタイトル
| 話数 | 放送日          | サブタイトル                                                               | 演出     |
| ---- | --------------- | -------------------------------------------------------------------------- | -------- |
| 1    | 1990年 10月13日 | 中村公作45才突然の転職に三人娘の反乱 中村家崩壊の危機に愛は家族を救えるか? | 雨宮望   |
| 2    | 10月20日        | 中村家アップルパイで団結!!                                                 | 雨宮望   |
| 3    | 10月27日        | その日妻が倒れた                                                           | 小松伸生 |
| 4    | 11月3日         | 屋根裏で怪事件が                                                           | 石橋冠   |
| 5    | 11月10日        | 妻が外泊した朝                                                             | 雨宮望   |
| 6    | 11月17日        | 娘よ! イジメに負けるな!                                                    | 雨宮望   |
| 7    | 11月24日        | 愛情物語、私誰の子?                                                        | 雨宮望   |
| 8    | 12月1日         | 突然嵐のように! 犯された家庭                                               | 中島悟   |
| 9    | 12月8日         | お父さん大好き!                                                            | 雨宮望   |